# Manchester City W.F.C.
Manchester City W.F.C. (ang. Manchester City Women's Football Club) – angielski klub piłki nożnej kobiet, mający siedzibę w mieście Manchester, w północno-zachodniej części kraju, grający od 2014 w rozgrywkach FA Women’s Super League.

## Historia
Chronologia nazw:
- 1988: Manchester City Ladies F.C.
- 2014: Manchester City Women's F.C.

Żeński klub piłkarski Manchester City Ladies F.C. został założony w Manchesterze w listopadzie 1988 roku z pomysłu Neila Mathera, urzędnika miejskiego Manchesteru City, który został pierwszym menedżerem drużyny, oraz kilku innych osób zaangażowanych w program społecznościowy klubu. Ze względu na późną formację klubu zespół początkowo rozgrywał tylko mecze towarzyskie, a w następnym roku dołączył do North West Women's Regional Football League (D6). Debiutowy sezon zakończył w środku tabeli, zmagając się z bardzo mocnymi rywalami. W 1996 po spadku męskiej drużyny z Premier League zmniejszono wsparcie klubu dla kobiecej drużyny, brak zawodniczek spowodował dyskusje na temat połączenia kobiecej drużyny z Stockport County Ladies. W tamtym czasie z powodu niechęci Stockport County Ladies do przyłączania się do męskiego klubu o tym samym imieniu do Manchesteru przeniósł się były trener Stockport Derek Heath, który sprowadził wielu nowych graczy – wielu bezpośrednio ze Stockport. Po reorganizacji przez cały sezon 1997/98 zespół był niepokonany w lidze Division Two, aby zdobyć swój pierwszy tytuł mistrzowski i awansować do Division One (D5). W następnym sezonie 1998/99 wywalczył awans do Premier Division (D4). Dopiero w sezonie 1999/2000 po zdobyciu kolejnego mistrzostwa zwyciężył w barażach z Barnsley Ladies i awansował do Northern Combination Women’s Football League (D3).
W sezonie 2000/01 zespół startował w trzeciej lidze, wygrywając rozgrywki i awansując do zaplecza FA Women’s Premier League Northern Division. Dopiero w sezonie 2008/09 klub wspiął się na podium FA Women’s Premier League Northern Division, zajmując trzecie miejsce. W 2011 roku, wraz z powstaniem FA Women’s Super League, poziom FA Women’s Premier League Northern Division spadł do trzeciego stopnia. W sezonie 2011/12 zespół zwyciężył w Northern Division, awansując do FA Women’s Premier League National Division (D2). W następnym sezonie 2012/13 zajął czwarte miejsce w lidze, zdobywając awans do elity angielskiej piłki nożnej. 24 stycznia 2014 klub zmienił nazwę na Manchester City W.F.C. W debiutowym sezonie 2014 drużyna zajęła 5.miejsce w FA Women's Super League. W następnym sezonie 2015 zespół po raz pierwszy stanął na podium, zdobywając wicemistrzostwo kraju, które premiowało udział w rozgrywkach europejskich. W sezonie 2016/17 zawodniczki klubu dotarły do półfinału Ligi Mistrzyń UEFA. Po zakończeniu sezonu 2016 piłkarki po raz pierwszy świętowały zdobycie tytułu mistrza Anglii.

## Barwy klubowe, strój, herb, hymn
|  |  |

Klub ma barwy niebiesko-białe. Piłkarki domowe spotkania zazwyczaj grają w niebieskich koszulkach, niebieskich spodenkach oraz niebieskich getrach.

## Sukcesy

### Trofea międzynarodowe
| \| \| Zdobyte trofea w rozgrywkach międzynarodowych (stan na: 31-05-2021) \| |                                                                     |      |                  |
| Rozgrywki                                                                    | Osiągnięcie                                                         | Razy | Sezon(y)         |
| · Liga Mistrzyń UEFA                                                         | zdobywca                                                            | 0    |                  |
| · Liga Mistrzyń UEFA                                                         | finalista                                                           | 0    |                  |
| · Liga Mistrzyń UEFA                                                         | półfinalista                                                        | 1    | 2016/17, 2017/18 |
| FIFA                                                                         | Zdobyte trofea w rozgrywkach międzynarodowych (stan na: 31-05-2021) |      |                  |

### Trofea krajowe
| \| \| Zdobyte trofea w rozgrywkach Anglii (stan na: 31-05-2021) \| |                                                           |      |                                                |
| Rozgrywki                                                          | Osiągnięcie                                               | Razy | Sezon(y)                                       |
| Mistrzostwo                                                        | I miejsce                                                 | 1    | 2016                                           |
| Mistrzostwo                                                        | II miejsce                                                | 6    | 2015, 2017, 2017/18, 2018/19, 2019/20, 2020/21 |
| Mistrzostwo                                                        | III miejsce                                               | 0    |                                                |
| Puchar                                                             | zdobywca                                                  | 3    | 2016/17, 2018/19, 2019/20                      |
| Puchar                                                             | finalista                                                 | 0    |                                                |
| Superpuchar                                                        | zdobywca                                                  | 0    |                                                |
| Superpuchar                                                        | finalista                                                 | 1    | 2019/20                                        |
| Puchar Ligi                                                        | zdobywca                                                  | 3    | 2014, 2016, 2018/19                            |
| Puchar Ligi                                                        | finalista                                                 | 1    | 2017/18                                        |
| II liga                                                            | I miejsce                                                 | 0    |                                                |
| II liga                                                            | II miejsce                                                | 0    |                                                |
| II liga                                                            | III miejsce                                               | 1    | 2008/09                                        |
| Anglia                                                             | Zdobyte trofea w rozgrywkach Anglii (stan na: 31-05-2021) |      |                                                |

- Northern Combination Women's Football League / FA Women’s Premier League Northern Division (D3):
  - mistrz (2x): 2000/01, 2011/12

- North West Women's Regional Football League Premier Division (D4):
  - mistrz (1x): 1999/2000

## Poszczególne sezony

### Rozgrywki międzynarodowe

#### Europejskie puchary
Legenda do wszystkich tabel:
- Q – runda eliminacyjna, 1/16, 1/8, 1/4, 1/2 – odpowiednia faza rozgrywek, Grupa – runda grupowa, 1r gr – pierwsza runda grupowa, 2r gr – druga runda grupowa, F – finał, R – runda, PO – play-off
- k. – rzuty karne, los. – losowanie, Dogr. – dogrywka, w. – zasada bramek strzelonych na wyjeździe

| Sezon   | Rozgrywki     | Runda | Przeciwnik           | Wynik    | Ogólne |
| ------- | ------------- | ----- | -------------------- | -------- | ------ |
| 2016/17 | Liga Mistrzyń | 1/16  | Zwiezda-2005 Perm    | 2–0, 4–0 | 6–0    |
| 2016/17 | Liga Mistrzyń | 1/8   | Brøndby IF           | 1–0, 1–1 | 2–1    |
| 2016/17 | Liga Mistrzyń | 1/4   | Fortuna Hjørring     | 1–0, 1–0 | 2–0    |
| 2016/17 | Liga Mistrzyń | 1/2   | Olympique Lyon       | 1–3, 1–0 | 2–3    |
| 2017/18 | Liga Mistrzyń | 1/16  | SKN St. Pölten       | 3–0, 3–0 | 6–0    |
| 2017/18 | Liga Mistrzyń | 1/8   | Lillestrøm           | 2–1, 5–0 | 7–1    |
| 2017/18 | Liga Mistrzyń | 1/4   | Linköping            | 2–0, 5–3 | 7–3    |
| 2017/18 | Liga Mistrzyń | 1/2   | Olympique Lyon       | 0–0, 0–1 | 0–1    |
| 2018/19 | Liga Mistrzyń | 1/16  | Atlético Madrid      | 0–2, 1–1 | 1–3    |
| 2019/20 | Liga Mistrzyń | 1/16  | Lugano               | 4–0, 7–1 | 11–1   |
| 2019/20 | Liga Mistrzyń | 1/8   | Atlético Madrid      | 1–1, 1–2 | 2–3    |
| 2020/21 | Liga Mistrzyń | 1/16  | Kopparbergs/Göteborg | 3–0, 2–1 | 5–1    |
| 2020/21 | Liga Mistrzyń | 1/8   | Fiorentina           | 3–0, 5–0 | 8–0    |
| 2020/21 | Liga Mistrzyń | 1/4   | Barcelona            | 2–1, 0–3 | 2–4    |
| 2021/22 | Liga Mistrzyń | Q2    | Real Madryt          | 1–1, 0–1 | 1–2    |

### Rozgrywki krajowe
| \| Anglia \| Bilans występów klubu w rozgrywkach piłkarskich Anglii (Stan na 31 maja 2021 r.) \| \| |                                                                                           |        |       |   |   |   |    |    |     |                    |        |        |      |
| Poziom                                                                                              | Rozgrywki                                                                                 | Sezony | Mecze | Z | R | P | B+ | B– | Pkt | Lata               | Awanse | Spadki | Naj. |
| I                                                                                                   | FA Women’s Super League                                                                   | 8      |       |   |   |   |    |    |     | od 2014            | 0      | 0      | 1    |
| II                                                                                                  | FA Women’s Premier League (Northern Division / National Division)                         | 10     |       |   |   |   |    |    |     | 2001–2010, 2013/14 | 1      | 0      | 3    |
| III                                                                                                 | Northern Combination Women's Football League/ FA Women’s Premier League Northern Division | 3      |       |   |   |   |    |    |     | 2000/01, 2010–2012 | 2      | 0      | 1    |
| IV                                                                                                  | North West Women's Regional Football League Premier Division                              | 1      |       |   |   |   |    |    |     | 1999/00            | 1      | 0      | 1    |
| V                                                                                                   | North West Women's Regional Football League Division One                                  | 1      |       |   |   |   |    |    |     | 1998/99            | 1      | 0      | 2    |
| | Puchar Anglii                                                                             | 20+    |       |   |   |   |    |    |     | od 2000            | 0      | 0      | 1    |
| Anglia                                                                                              | Bilans występów klubu w rozgrywkach piłkarskich Anglii (Stan na 31 maja 2021 r.)          |        |       |   |   |   |    |    |     |                    |        |        |      |

## Piłkarki, trenerzy, prezydenci i właściciele klubu

### Trenerzy
- 2013–2.02.2020: Nick Cushing
- 3.02.2020–27.05.2020: Alan Mahon (p.o.)
- od 28.05.2020: Gareth Taylor

## Struktura klubu

### Stadion
Klub rozgrywa swoje mecze domowe na stadionie Academy Stadium w Manchesterze, który może pomieścić 7000 widzów, w tym 5 tys. miejsc siedzących.

## Kibice i rywalizacja z innymi klubami

### Derby
- Manchester United W.F.C.